# Zeitschrift für Physik
Die Zeitschrift für Physik (nach ISO 4: Z. Phys.) war eine Physik-Zeitschrift, die bis 1997 im Springer Verlag unter Herausgeberschaft der Deutschen Physikalischen Gesellschaft publiziert wurde. Sie erschien erstmals 1920. 1998 ging sie mit dem französischen Journal de Physique und anderen europäischen Physik-Zeitschriften im neu gegründeten European Physical Journal auf.

## Geschichte
Ein Komitee, bestehend aus Albert Einstein, Karl Scheel, Wilhelm Westphal, Fritz Haber und anderen, beschloss 1919 die Gründung einer neuen Zeitschrift, nachdem die Verhandlungen der Deutschen Physikalischen Gesellschaft zu umfangreich geworden waren. Die ersten vier Bände erschienen bis 1921 bei Friedrich Vieweg und Sohn in Braunschweig, herausgegeben von Hans Geiger und Karl Scheel, danach bei Vieweg und Springer und ab Band 31 von 1925 nur noch bei Springer.
Die Zeitschrift der Physik war in den 1920er-Jahren die führende Physik-Zeitschrift, viele grundlegende Artikel aus der Zeit der Entwicklung der Quantenmechanik wurden hier veröffentlicht. Sie spaltete sich ab 1975 in mehrere Einzelreihen auf:
- A: Hadrons and Nuclei (bis 1985 Atoms and Nuclei, von 1986 bis 1990 Atomic Nuclei), ab 1975 mit Hans-Arwed Weidenmüller als Herausgeber bis 1988.
- B: Condensed Matter (bis 1979 Condensed Matter and Quanta), ab 1975
- C: Particles and Fields, ab 1979. Herausgeber war 1979 bis 1986 Helmut Satz.
- D: Atoms, Molecules and Clusters, ab 1986.

1975 wurde sie in ihrer neu gegründeten Reihe B mit der Zeitschrift Physics of Condensed Matter vereinigt.

## Herausgeber
Herausgeber waren Hans Geiger (1921 bis 1945), Karl Scheel (1921 bis 1936), Max von Laue (1947 bis 1955), Robert Wichard Pohl (1947 bis 1955), Otto Haxel (1955 bis 1974), J. Hans D. Jensen (1955 bis 1973), Ewald Fünfer (1967 bis 1974), Günther Leibfried (1967 bis 1974), Hans-Arwed Weidenmüller (1973 bis 1974). Haxel hatte die Gesamtherausgeberschaft der Reihen A bis D von 1975 bis 1987.